# Morfologia (biologia)

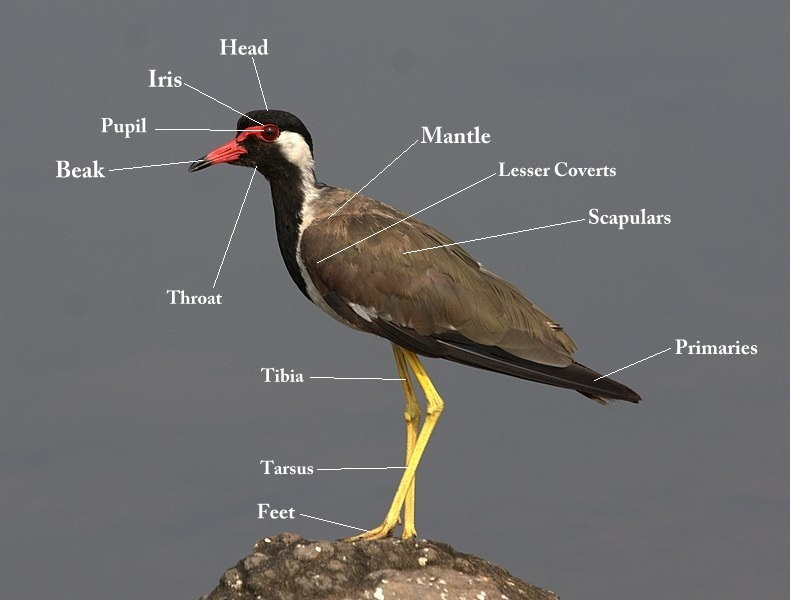
Morfologia externa de uma ave da espécie Vanellus indicus

Morfologia em biologia é o estudo da forma e estrutura dos organismos e suas características estruturais específicas. 
Isso inclui aspectos da aparência externa (forma, estrutura, cor, padrão, tamanho), ou seja, morfologia externa (ou eidonomia), bem como a forma e estrutura de partes internas como ossos e órgãos, ou seja, morfologia interna (ou anatomia). Isso contrasta com a fisiologia, que lida principalmente com a função. A morfologia é um ramo das ciências da vida que lida com o estudo da estrutura bruta de um organismo ou táxon e suas partes componentes.

## História
A etimologia da palavra "morfologia" vem do grego antigo μορφή (morphḗ), que significa "forma", e λόγος (lógos), que significa "palavra, estudo, pesquisa". Enquanto o conceito de forma na biologia, em oposição à função, remonta a Aristóteles (ver biologia de Aristóteles), o campo da morfologia foi desenvolvido por Johann Wolfgang von Goethe (1790) e independentemente pelo anatomista e fisiologista alemão Karl Friedrich Burdach (1800).
Entre outros teóricos importantes da morfologia estão Lorenz Oken, Georges Cuvier, Étienne Geoffroy Saint-Hilaire, Richard Owen, Carl Gegenbaur e Ernst Haeckel.
Em 1830, Cuvier e Saint-Hilaire se envolveram em um famoso debate, que se diz exemplificar os dois principais desvios no pensamento biológico da época - se a estrutura animal era devido à função ou à evolução.

## Divisões da morfologia
Fontes:
- A morfologia comparativa é uma análise dos padrões do locus de estruturas dentro do plano corporal de um organismo e forma a base da categorização taxonômica.
- A morfologia funcional é o estudo da relação entre a estrutura e a função das características morfológicas.
- Morfologia experimental é o estudo dos efeitos de fatores externos sobre a morfologia de organismos em condições experimentais, como o efeito da mutação genética.
- A anatomia é um "ramo da morfologia que lida com a estrutura dos organismos".
- Morfologia molecular é um termo raramente usado, geralmente referindo-se à superestrutura de polímeros, como formação de ou a conjuntos compostos maiores. O termo geralmente não é aplicado à estrutura espacial de moléculas individuais.
- A morfologia macroscópica refere-se às estruturas coletivas de um organismo como um todo como uma descrição geral da forma e estrutura de um organismo, levando em consideração todas as suas estruturas sem especificar uma estrutura individual.

## Morfologia e classificação
A maioria dos táxons difere morfologicamente de outros táxons. Normalmente, os táxons intimamente relacionados diferem muito menos do que os mais distantes, mas há exceções a isso. Espécies crípticas são espécies que parecem muito semelhantes, ou talvez até externamente idênticas, mas são reprodutivamente isoladas. Por outro lado, às vezes táxons não relacionados adquirem uma aparência semelhante como resultado da evolução convergente ou mesmo do mimetismo. Além disso, pode haver diferenças morfológicas dentro de uma espécie, como em Apoica flavissima, onde as rainhas são significativamente menores que as operárias. Um outro problema em confiar em dados morfológicos é que o que pode parecer morfologicamente duas espécies distintas pode, na verdade, ser mostrado pela análise de DNA como uma única espécie. O significado dessas diferenças pode ser examinado através do uso de engenharia alométrica em que uma ou ambas as espécies são manipuladas para fenocopiar as outras espécies.
Uma etapa relevante para a avaliação da morfologia entre características/características dentro das espécies, inclui uma avaliação dos termos: homologia e homoplasia. A homologia entre as características indica que essas características foram derivadas de um ancestral comum.  Alternativamente, a homoplasia entre características descreve aquelas que podem se assemelhar, mas derivam independentemente por meio de evolução paralela ou convergente.